# سوق تاماكو
تاماكو ماركت (باليابانية: たまこまーけっと ، بالروماجي: Tamako Māketto) هو أنمي ياباني تلفزيوني من إنتاج استوديو كيوتو أنميشن يتكون من 12 حلقة، من إخراج ناوكو يامادا ومن تأليف ريكو يوشيدا، عرض في اليابان في 10 يناير عام 2013 وأنتهى عرضة في 28 مارس عام 2013.

## القصة
(تاماكو) هي فتاة في المرحلة الثانوية تعيش مع أختها الصغيرة ووالدها وجدها ووالدتها ماتت عندما كانت طفلة صغيرة. عائلتها تدير مدجر لبيع الموتشي (حلوة يابانية تقليدية تصنع من الأرز). في أحد إلايام يأتي طائر من جزيرة بعيدة اسمه (ديرا). جاء للبحث عن زوجة لأميره وفي الطريق يشعر بالتعب فينام في حقل زهور رائحتها تذكره بأميره وفي الصباح تقطف الزهور وترسل لتباع في مدجر في نفس الحي الذي تعيش فيه (تاماكو). تأتي (تاماكو) كل يوم لتسلم على بائعة الزهور. ترى (تاماكو) اصيص فيه زهور جميلة فتقترب لتراها عن قرب فيخرج (ديرا) من بين الزهور وقفز على رأس (تاماكو) ويقول لها أنت من ستصبحين زوجة أميري.

## الشخصيات

### الشخصيات الرئيسية
- تاماكو كيتاشيراكاوا (باليابانية: 北白川 たまこ، بالروماجي:  Kitashirakawa Tamako)

مؤدية الصوت: أيا سوزاكي
- موتشيزو أوجي (باليابانية: 大路 もち蔵، بالروماجي:  Ōji Mochizō)

مؤدي الصوت: أتسوشي تامارو
- ديرا موتشيمازي (باليابانية:  デラ・モチマッヅィ)

مؤدي الصوت: تاكومي يامازاكي
- ميدوري توكيوا (باليابانية: 常盤 みどり، بالروماجي: Tokiwa Midori)

مؤدية الصوت: يوكي كانيكو
- كانا ماكينو (باليابانية: 牧野 かんな، بالروماجي: Makino Kanna)

مؤدية الصوت: جوري ناغاتسوما
- شيوري آساغيري (باليابانية: 朝霧 史織، بالروماجي: Asagiri Shiori)

مؤدية الصوت: يوري ياماشيتا

### عائلة كيتاشيراكاوا
- آنكو كيتاشيراكاوا (باليابانية: 北白川 あんこ، بالروماجي:  Kitashirakawa Anko)

مؤدية الصوت: رينا هيداكا
- ماميداي كيتاشيراكاوا (باليابانية: 北白川 豆大، بالروماجي:  Kitashirakawa Mamedai)

مؤدي الصوت: كيجي فوجيوارا
- فوكو كيتاشيراكاوا (باليابانية: 北白川 福، بالروماجي: Kitashirakawa Fuku)

مؤدي الصوت: توموميتشي نيشيمورا
- هيناكو كيتاشيراكاوا (باليابانية: 北白川 ひなこ، بالروماجي:  Kitashirakawa Hinako)

مؤدية الصوت: يوكو هيكاسا

### عائلة أوجي
- غوهي أوجي (باليابانية: 大路 吾平، بالروماجي: Ōji Gohei)

مؤدي الصوت: فوميهيكو تاتشيكي
- ميتشيجكو أوجي (باليابانية: 大路 道子، بالروماجي: Ōji Michiko)

مؤدية الصوت: ساتسكي يوكينو

### مالكو المتاجر
- كاورو هاناسي (باليابانية: 花瀬 かおる، بالروماجي: Hanase Kaoru)

مؤدي الصوت: دايسكي أونو
- كونيو ياوبي (باليابانية: 八百比 邦夫، بالروماجي: Yaobi Kunio)

مؤدي الصوت: كوجي تسجيتاني
- تشوجي يوموتو (باليابانية: 湯本 長治، بالروماجي: Yumoto Chōji)

مؤدي الصوت: كيوسي تسوكوي
- سايوري يوموتو (باليابانية: 湯本 さゆり، بالروماجي:  Yumoto Sayuri)

مؤدية الصوت: جونكو إيواو
- توميو شميزو (باليابانية: 清水 富雄، بالروماجي: Shimizu Tomio)

مؤدي الصوت: يوشيهيسا كاواهارا
- نوبوهيكو توكيوا (باليابانية: 常盤 信彦، بالروماجي: Tokiwa Nobuhiko)

مؤدي الصوت: هيروشي ياناكا
- توميكو ميتسومورا (باليابانية: 満村 文子، بالروماجي:  Mitsumura Fumiko)

مؤدية الصوت: كوميكو واتانابي
- تاداناو شيراكي (باليابانية: 白木 忠直، بالروماجي: Shiraki Tadanao)

مؤدي الصوت: ناويا نوساكا
- تاكاشي أوتاني (باليابانية: 魚谷 隆، بالروماجي: Uotani Takashi)

مؤدي الصوت:كين ناريتا
- ماري أوتاني (باليابانية: 魚谷 真理، بالروماجي: Uotani Mari)

مؤدية الصوت: يوكو هيكاسا

### عائلة موتشيمازي الملكية
- تشوي موتشيمازي (باليابانية: チョイ・モチマッヅィ)

مؤدية الصوت: يوري ياماوكا
- ميتشا موتشيمازي (باليابانية: メチャ・モチマッヅィ)

مؤدي الصوت: هيرو شيمونو

## الوسائط

### أنمي
«تاماكو ماركت» مسلسل تلفزيوني من أنتاج كيوتو أنيميشن عرض على تلفزيون طوكيو أم أكس من 10 يناير حتى 28 مارس عام 2013.
المسلسل من أخراج ناوكو يامادا، السيناريو من تأليف ريكو يوشيدا. المدير الفني هو إيكوكو تاميني ويتم تقديم تصميمات الشخصية من قبل يوكيكو هوريغوتشي. ومخرج الصوت هو يوتا تسوروكا والملحن توموكو كاتاوكا. طبعة حلقات المسلسل على
الأقراص الليزية Disc و DVD وعرضت في
20 مارس 2013 . عرضت بشكل خاص في سوق ((باليابانية: ドラマチックマーケットド، بالروماجي: Doramachikku Māketto Raido)) (بالإنجليزية: Dramatic Market Ride) وفي سوق ((باليابانية: ねぐせ، بالروماجي: Neguse Bedhead))، وفي كلتا السوقين حضرت الممثلة أيا سوزاكي وهي ترتدي زي شخصة (تاماكو كيتاشيراكاوا). رخص المسلسل في أمريكا الشمالية من قبل Sentai Filmworks و Anime News Network . ورخص في المملكة المتحدة من قبل Anime on Demand.
الفيلم يتابع قصة الانمي اسمه - قصة حب تاماكو - ((باليابانية:  たまこラブストーリー)) (بالإنجليزية: Tamako Love Story) عرض في 26 أبريل 2014، قام بأنتاج الفيلم نفس طاقم العاملين الذين قاموا بأنتاج المسلسل. وقام بأفتتاح الفيلم (باليابانية: 恋の歌، بالروماجي:  Koi no Uta) من قبل كيجي فوجيوارا مؤدي صوت شخصية (ماميداي كيتاشيراكاوا). وختم حفل أفتتاح الفيلم بزيارة مميزة من قبل "Koi no Uta" وغنة في الحفل الممثلة (أيا سوزاكي) والاغنية أيضا الاغنية الرئيسة في الفيلم (باليابانية: Principle، بالروماجي: プリンシプル)
غُنية أيضا من قبل (أيا سوزاكي). رخص الفيلم في أمريكا الشمالية بواسطة سينتيا فيلم وركز.

### رواية خفيفة
رواية خفيفة اسمها تاماكو ماركت من تأليف موتسوكي إتشينوسي ورسم يوكيكو هوريغوشي، ونشرت من قبل كيوتو أنيميشن في 8 أبريل عام 2013 .

## وصلات خارجية
- موقع الرسمي للأنمي (باليابانية)

- موقع الرسمي الفيلم (باليابانية)

- مقالات تستعمل روابط فنية بلا صلة مع ويكي بيانات

لا توجد روابط لمواقع التواصل الاجتماعي.